# Žilinas flygplats
Žilinas flygplats (IATA: ILZ, ICAO: LZZI) är en flygplats vid staden Žilina i Slovakien.
Flygplatsen används främst för internationella affärsresor samt inrikesflygningar. Även övningsplan, privatplan, flygambulans och sportflygningar sker på flygplatsen.

## Historia
Žilinas flygplats byggdes under 1970-talet för att ersätta den tidigare Brazovsky Majer-flygplatsen. Det första planet landade 4 maj 1972 och den 2 augusti 1974 öppnades flygplatsen officiellt. Samma år öppnades flyglinjen mellan Žilina och Prag.

## Flygbolag och destinationer
- Czech Airlines (Prag)